# Claire Fountaine
Claire Fountaine, née le 26 mai 1953, est une skippeuse française.

## Carrière
Elle remporte la médaille de bronze des Championnats du monde de 470 avec son mari Jean-François Fountaine en 1975 à New York.
Elle est directrice des équipes de France de voile de 2001 à 2008.

## Décoration
- Officier de l'ordre du Mérite maritime (2025)[3].